# Seututie 957
Pour les articles homonymes, voir Route 957.
La route régionale 957 (finnois : Seututie 957) est une route régionale allant de Muonio à Enontekiö en Finlande.

## Description
La route régionale 957 est une route régionale de Laponie d'une longueur de 67 kilomètres. 
La route va de Särkijärvi à Muonio à Peltovuoma à Enontekiö. 
La route traverse le parc national de Pallas-Yllästunturi.

## Parcours et croisements
- Särkijärvi (kantatie 79)
- Kutuniva (yhdystie 9572)
- Pallas (yhdystie 9571)
- Raattama (yhdystie 9562)
- Peltovuoma (seututie 956)